# Henry Martyn

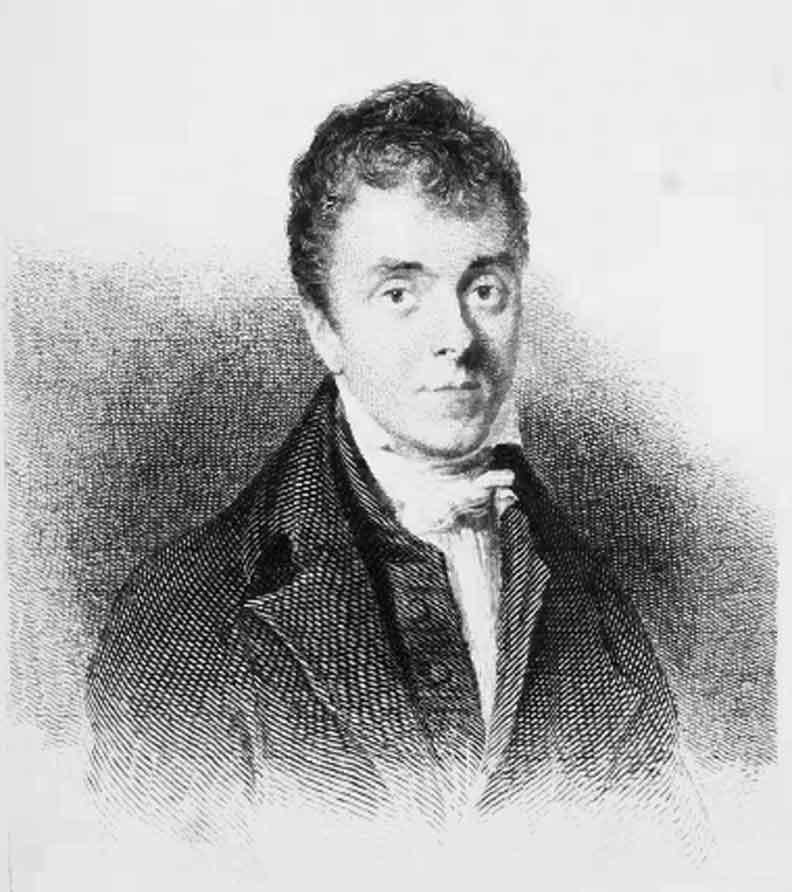
Henry Martyn

Henry Martyn (* 18. Februar 1781 in Truro; † 16. Oktober 1812 in Tokat) war ein anglikanischer Priester und Missionar in Britisch-Indien und Persien. Er wurde in Truro, Cornwall geboren und erhielt seine Ausbildung an der Truro Grammar School und am St John’s College, Cambridge. Eine zufällige Begegnung mit Charles Simeon veranlasste ihn dazu, Missionar zu werden. Er wurde zum Priester der Church of England geweiht und als Chaplain für die British East India Company ausgesandt.
Martyn erreichte Indien im April 1806. Er predigte und beschäftigte sich selbst mit dem Sprachstudium. Er übersetzte das komplette Neue Testament ins Urdu, Persische und Judäo-Persische. Darüber hinaus übersetzte er die Psalmen ins Persische und das Book of Common Prayer ins Urdu. Von Indien aus begab er sich nach Bushire, Schiras, Isfahan und Täbris.
Auf seinem Weg wurde er von Fieber erfasst und musste sich in Tokat aufhalten, obwohl dort die Pest grassierte. Am 16. Oktober 1812 starb er. Durch diesen Mut, Selbstlosigkeit und seine religiöse Leidenschaft wurde er berühmt. In Teilen der Anglikanischen Gemeinschaft wird ihm an einem Gedenktag am 19. Oktober gedacht.

## Jugend
Martyn wurde in Truro geboren als Sohn des Captain (= Minen-Agent) John Martyn. Als Kind erhielt er eine erste Ausbildung an der Truro Grammar School unter Dr. Cardew und 1797 setzte sie am St John’s College (Cambridge) fort, wo er es bis zum Senior Wrangler brachte, d. h., er hatte die besten Noten und erhielt den Smith-Preis 1801. 1802 wurde er Fellow an seinem College.
Ursprünglich wollte er Anwalt werden. Aber nachdem er im Oktober 1802 zufällig einen Vortrag von Charles Simeon gehört hatte, der über die Wohltaten sprach, die in Indien durch einen einzelnen Missionar, William Carey, erreicht wurden, und einige Zeit später die Biographie von David Brainerd, einem Missionar bei den indigenen Völkern Amerikas gelesen hatte, beschloss er, selbst Missionar zu werden. Am 22. Oktober 1803 wurde er zum Diakon in Ely geweiht und später zum Priester. Er diente als Simeon’s curate an der Holy Trinity Church, Cambridge. Sein Seelsorgebezirk war das Parish Lolworth.

## Aufnahme des Missionsdienstes
Martyn strebte danach, in den Dienst der Church Missionary Society zu treten, als eine Finanzkrise in Cornwall das Vermögen zerstörte, das ihm und seiner unverheirateten Schwester vom Vater vererbt worden war. Da er nun ein Einkommen brauchte, um seine Schwester und sich selbst zu versorgen,  nahm er eine Kaplansstelle bei der British East India Company an und machte sich am 5. Juli 1805 auf nach Indien. Im Verlauf der Reise wurde er Zeuge der Battle of Blaauwberg und der Eroberung der Cap-Kolonie am 8. Januar 1806. Er half verwundeten Soldaten und war schockiert von den Schrecken des Krieges. Dabei bildete er die Überzeugung heraus, dass es Britanniens Aufgabe sei, die Welt zu bekehren und nicht zu kolonisieren. In sein Tagebuch schrieb er:

“I prayed that…England whilst she sent the thunder of her arms to distant regions of the globe, might not remain proud and ungodly at home; but might show herself great indeed, by sending forth the ministers of her church to diffuse the gospel of peace.”

„Ich betete, dass England zu Hause nicht stolz und gottlos bleibt, während es den Donner ihrer Waffen in entfernte Weltregionen sendet; sie möge dagegen ihre Größe darstellen, indem sie die Diener ihrer Kirche aussendet, um das Evangelium des Friedens zu verbreiten.“

Doch seine häufigen Predigten für die Soldaten verhallten ungehört.

### Indien
Martyn erreichte Indien im April 1806 und blieb einige Monate in Aldeen, bei Serampore. Im Oktober 1806 begab er sich nach Danapur, wo er nach kurzer Zeit begann, Gottesdienste in der Umgangssprache der Einheimischen abzuhalten, und Schulen einrichtete. Im April 1809 wurde er nach Kanpur versetzt, wo er in seinem eigenen Domizil für die britischen Angestellten und Inder predigte, trotz Bedrohungen durch örtliche Nicht-Christen.
Er stürzte sich selbst in linguistische Studien. Schon seit seinem Aufenthalt in Danapur arbeitete er an einer Revision seiner Übersetzung des Neuen Testaments ins Hindustani. Er übersetzte auch das komplette Neue Testament ins Urdu und zweimal ins Persische. Danach folgte die Übersetzung der Psalmen ins Persische, der Evangelien ins Judaeo-Persische, und das Book of Common Prayer ins Urdu, trotz schlechter Gesundheit und „des Stolzes, der Pedanterie und des Zorns seines hauptsächlichen Sprachlehrers Sabat.“ Dann erhielt er die Erlaubnis, nach Persien zu reisen und sein persisches Neues Testament zu verbessern. Seine Ärzte wiesen ihn an, die Reise per Schiff zu unternehmen. Von dort wollte er weiterziehen nach Arabien um eine arabische Version des Neuen Testaments anzufertigen. Am 1. Oktober 1810 verließ er Cawnpore, wo am vorherigen Tag als Erfüllung seiner Arbeit eine Kirche eröffnet worden war, und begab sich nach Calcutta. Von dort segelte er am 7. Januar ab nach Bombay. Das Schiff erreichte den Hafen an seinem dreißigsten Geburtstag.

## Letzte Reise und Tod
Von Bombay aus machte er sich auf nach Bushire. Er hatte Empfehlungsschreiben von Sir John Malcolm, dem damaligen britischen Diplomaten in Persien, bei sich. Nach einer anstrengenden Reise von der Küste nach Schiras wurde er bald in Diskussionen mit Gelehrten aller Arten (Sufi, Muslimen, Juden, jüdischen Muslimen und Armeniern) verwickelt, die alle darum konkurrierten, ihre Kräfte mit dem ersten Englischen Priester zu messen, der sie jemals besucht hatte. Danach reiste er weiter nach Täbris, wo er versuchte, dem Schah seine Übersetzung des Neuen Testaments zu präsentieren. Auch wenn Sir Gore Ouseley, der britische Gesandte beim Schah, ein Treffen nicht zustande bringen konnte, übergab er doch wenigstens das Manuskript und obwohl Martyn die Bibelübersetzung nicht persönlich überreichen konnte, bekam er einen Dankesbrief vom Schah:

„In truth (said the royal letter of thanks to the ambassador) through the learned and unremitted exertions of the Reverend Henry Martyn it has been translated in a style most befitting sacred books, that is in an easy and simple diction…The whole of the New Testament is completed in a most excellent manner, a source of pleasure to our enlightened and august mind.“

„In Wahrheit wurde es durch die gelehrten und unablässigen Bemühungen des Reverend Henry Martyn in einem Stil übersetzt, der sehr passend für geheiligte Bücher ist, weil es in einer leichten und einfachen Diktion verfasst ist … Das Ganze des Neuen Testaments ist verfertigt in einem herausragenden Art, eine Quelle der Freude für unseren erleuchteten und erhabenen Sinn.“

Zu dieser Zeit wurde er wieder von einem Fieber gepackt und nach einer kurzzeitigen Verbesserung seiner Gesundheit musste er wieder einen Klimawechsel ins Auge fassen. Er machte sich auf den Weg nach Konstantinopel, von wo er nach England weiterreisen wollte, um wieder zu Kräften zu kommen und Hilfe für seine Arbeit in Indien zu finden. Am 12. September 1812 machte er sich mit zwei armenischen Dienern auf den Weg und überquerte den Aras. Ihr tatarischer Führer trieb sie mit Gewalt von Ort zu Ort, von Täbris nach Jerewan, von dort nach Kars und weiter nach Erzurum. Sie verließen auch Erzurum, obwohl bekannt war, dass im nächsten Zielort, Tokat, die Pest wütete. Martyn musste dort anhalten. Er war unfähig, weiter zu gehen. Sein letzter Tagebucheintrag stammt vom 6. Oktober:

„Oh! when shall time give place to eternity? When shall appear that new heaven and new earth wherein dwelleth righteousness? There, there shall in no wise enter in any thing that defileth: none of that wickedness which has made men worse than wild beasts, none of those corruptions which add still more to the miseries of mortality, shall be seen or heard of any more.“

„O! Wann wird die Zeit der Ewigkeit Platz machen? Wann wird der neue Himmel und die neue Erde erscheinen, wo Gerechtigkeit wohnt? Dort, dort wird auf keine Weise etwas eingehen, was unsauber ist: Keine dieser Schlechtigkeiten, die Menschen zu Schlimmerem gemacht haben als wilden Tieren; keine dieser Verderbtheiten, die zusätzlich noch mehr zu den Leiden der Sterblichkeit beitragen soll dort jemals gesehen oder gehört werden.“

Am 16. Oktober 1812 starb er und wurde durch einen Armenischen Geistlichen christlich bestattet.
Ein Zitat, dass charakteristisch für ihn ist, ist sein Vorsatz: Let me burn out for God („Lass mich ausbrennen für Gott“).

## Vermächtnis
Seine Hingabe an seine Aufgabe erzielte viel Bewunderung in Großbritannien und er wurde Held verschiedener populärer Veröffentlichungen. Thomas Macaulays Epitaph von 1813 gibt Zeugnis von dem Eindruck, den Martyn hinterließ:
Epitaph on Henry Martyn

Here Martyn lies. In Manhood's early bloom

The Christian Hero finds a Pagan tomb.

Religion, sorrowing o’er her favourite son,

Points to the glorious trophies that he won.

Eternal trophies! not with carnage red,

Not stained with tears by hapless captives shed,

But trophies of the Cross! for that dear name,

Through every form of danger, death, and shame,

Onward he journeyed to a happier shore,

Where danger, death, and shame assault no more.
Epitaph für Henry Martyn

Hier liegt Martyn. In der Blüte der männlichen Jahre

Findet der christliche Held ein heidnisches Grab.

Religion, die trauert um ihren geliebtesten Sohn,

Zeigt auf die glorreichen Preise, die er gewann.

Ewige Trophäen! Nicht mit blutigem Rot,

Nicht verschmutzt von Tränen unglücklicher Gefangener

Sondern Trophäen vom Kreuz! Denn dieser teure Namen

Durch jede Form von Gefahr, Tod und Schande,

Reiste er voran zu einer fröhlicheren Küste,

Wo Gefahr, Tod und Schande nicht mehr zuschlagen.
In seinem Namen wurde eine Institution in Indien, in Hyderabad, eingerichtet: das Henry Martyn Institute, ein interreligiöses Zentrum für Versöhnung und Forschung. John McManners schrieb in seiner Oxford Illustrated History of Christianity, dass Martyn ein Mann war, dessen für seinen Mut, seine Selbstlosigkeit und seine religiöse Hingabe gedacht wird. In Teilen der Anglican Communion wird er gefeiert mit einem Lesser Festival am 19. Oktober.
Der Henry Marty Trust in Cambridge geht zurück auf das Jahr 1897, als großer Enthusiasmus für überseeische Mission in Cambridge Mode war. Zu dieser Zeit wurde ein Aufruf gestartet, eine Proposed Missionary Library for Cambridge University einzurichten, die in der Henry Martyn Hall beherbergt werden sollte, die zehn Jahre früher errichtet worden war.
Die Henry Martyn Library wurde 1898 eröffnet und verblieb dort als eine kleine Sammlung von Missionars-Biographien und weiteren Büchern bis 1995. Die Weiterentwicklung in das Henry Marty Centre begann 1992, als Graham Kings (* 1953), Bischof von Sherborne, als erster Dozent der Henry Martyn Lectures in Missiology der Cambridge Theological Federation berufen wurde.
1999 wurde das Zentrum ein Associate Institute der Cambridge Theological Federation. Heute bemüht sich das Zentrum um die Unterstützung von Missionswissenschaft und Studien der weltweiten Kirche.